# (10948) Odenwald
(10948) Odenwald (2207 P-L) – planetoida z pasa głównego asteroid okrążająca Słońce w ciągu 3,66 lat w średniej odległości 2,37 j.a. Odkryta 24 września 1960 roku.